# Ceropegia mahabalei
Ceropegia mahabalei är en oleanderväxtart som beskrevs av Koppula Hemadri och M. Y. Ansari. Ceropegia mahabalei ingår i släktet Ceropegia och familjen oleanderväxter. Utöver nominatformen finns också underarten C. m. hemalatae.